# جوليا كينت
جوليا كينت هي عازفة تشيلو كندية، ولدت في القرن العشرين في فانكوفر في كندا.

## وصلات خارجية
- جوليا كينت على موقع ميوزك برينز (الإنجليزية)
- جوليا كينت على موقع أول ميوزيك (الإنجليزية)
- جوليا كينت على موقع ديسكوغز (الإنجليزية)